# 古きものたちの墓
『古きものたちの墓』（ふるきものたちのはか、The Tomb of the Old Ones）は、イギリスの作家コリン・ウィルソンによる中編ホラー小説。
1999年のアンソロジー『The Antarktos Cycle』のために書き下ろされた。当アンソロジーはハワード・フィリップス・ラヴクラフトのクトゥルフ神話『狂気の山脈にて』の周辺作品を集めた作品集である。
日本では扶桑社の『クトゥルフ神話への招待2』に収録され、表題作となっている。分量は文庫で220ページほど。

## あらすじ
ダニエル・ウィロビーは少年時代・1930年にバード少将の影響を受けて南極に魅せられ、氷の下に古代人の都市がある可能性を信じて学者となる。1950年代には「ピリ・レイスの地図」を知り、有力な証拠とみなす。だが、ダニエルの同志であるチャールズ・H・ハップグッド教授の主張を、学会と世間は受け入れない。
孫であるマシュー・ウィロビーもまた、祖父の影響で南極に魅せられていた。199X年の大学生のとき、ふと出会った発明家トラスクに「南極の分厚い氷を掘削する方法」を尋ねると、彼は「第一候補はレーザーだろう」と回答する。興味を持ったトラスクはウィロビー家を訪問し、祖父ダニエルの話を聞く。
マシューは、トラスクおよび父リチャードと縁のある「超能力兄弟」の長女インガと知り合う。そして、トラスクのレーザーテクノロジーと、インガたちのESPを組み合わせれば、南極の氷に穴を開けることができるという結論に至る。ESPパワーを籠めたルビーを電池に用いることで、レーザーを増幅強化するのである。トラスクはエスパー兄弟に大金を支払い、ESP電池を作らせる。
そしてトラスクを隊長とする南極探検隊が組織される。ESPを使っていることは秘密にされ、また表向きの名目は「石油探査」である。トラスクはマシューを誘い、マシューは南極行きを快諾する。探検隊は、まず空軍機で南極のリトル・アメリカ基地へと飛ぶ。続いて、雪上車のトレーラーに、音波探知機、レーザー銃、ポータブル原子力発電機などを積載して、ウィンディギャップに向かう。
マシューは奇妙な夢を見る。マシューは、南極氷下の古代種族「最初のもの（ファーストワン）」から思念を受け取っていることを理解する。賢明で善性の彼らが、地底から解放されたら、人類は新たな段階に突入するだろう。戦争も犯罪もない、幸福なステージが始まり、自分こそがキーマンとなっていることをマシューは自覚する。
作業を始めたところ、ルビー電池（レーザー増幅器）の消費が予想外に早い。トラスクは、エスパー四兄弟に南極まで来てほしいと打診するも、断られる。マシューからも頼むと、インガ一人だけが来てくれる。インガは父リチャードからの差し入れであると、南極を題材とした小説・ラヴクラフトの『狂気の山脈にて』を持ってくる。マシューはその物語を読むのが初めてであったが、読み進めると、自分の夢に出てきた「ファーストワン」にそっくりな、「オールドワン」が登場することに驚く。どうやらファーストワンは、わたしマシューやラヴクラフトなど、複数の人物に夢を介して思念のアクセスを図っているらしい。
掘削作業を進めるも、インガは邪悪さを感じ取り不安を語る。ついに地下空洞に到達したことで、マシューたち探検隊は地下に降り立ち、「ショゴス達の死骸」を発見する。悪臭と怪生物ぶりは、嘔吐を催すものであった。マシューは、ラヴクラフトの小説と自分が夢で見た知識をもとに、古きものたちがショゴス達を残虐に処罰したのだということを理解する。ラヴクラフトは古きものを「人間」と表現したが、マシューは彼らの「怪物」性を目の当たりにしたことでラヴクラフトの誤りを確信する。やがてショゴスが蘇生して、探検隊を襲い出し、マシューたちはレーザーで反撃しつつ、命からがら撤退する。
洞窟は塞がれ、トラスクは皆に口外しないよう命じる。やつらのことは、氷の下に封印したままにしておかなければならず、世間に知らせてはならない。表向きの「石油探査」は失敗と報告された。マシューは両親や祖父にも沈黙を続ける。関係者は皆まともな人生に戻り、40年の歳月が経過した今、マシューはようやく物語を語る。

## 主な登場人物
ウィロビー家
- 曾祖父ダニエル・ウィロビー - 地理学者。
- 祖父ダニエル・ウィロビー - 数学・化学者にして、南極の専門家。大学を退職後、ニューハンプシャー州の海辺の町ライビーチ（英語版）に隠居している。199X年時点で80歳ほど。複数の実在人物の友人、という設定になっている。
- 父リチャード・ウィロビー - 精神科医。才能と興味の分野が祖父とは異なる。
- マシュー・ウィロビー - 語り手。ニューヨークコロンビア大学の学生。南極のロマンに魅せられているが、若くスキルにも乏しいため、雑用係としてトラスク探検隊に参加する。ファーストワンにアクセスを受け、古代の地球史を夢に見る。

過去の人物
- リチャード・E・バード少将 - 実在の人物。極地探検家。1929年に人類初の南極点上空飛行に成功した。曾祖父ダニエルの友人。
- ハワード・フィリップス・ラヴクラフト - 実在の人物。『狂気の山脈にて』を書いた小説家。1937年没。
- ジョージ・H・シルビー博士 - アメリカの南極探検隊の隊員。音波検知の専門家。祖父ダニエルの友人。
- アーリントン・H・マレリー大佐（英語版） - 実在の人物。アメリカ海軍将校で、古地図研究者。祖父ダニエルの友人。
- チャールズ・H・ハップグッド教授（英語版） - 実在の人物。科学史教授。祖父ダニエルの友人。研究を理解されず汚名を被る。

199X年
- ゴードン・トラスク - ニューヨークの天才発明家。探検隊リーダー。
- ビル・ラグルズ - トラスクの主任助手。探検隊メンバー。
- エルモ・イエルネフェルト - 探検隊メンバー。肉体派の隊員。
- チェット・モリソン - 探検隊メンバー。肉体派の隊員。
- デイヴ・エング - 探検隊メンバー。コック。
- レオナルド・リロイ大佐 - アメリカ空軍将校。リトル・アメリカ基地（英語版）の責任者。
- インガ・ヴァシリーフスキー - エスパー。22歳のロシア人女性[注 5]。同様にESP能力を持つ兄弟妹と共にサーカスで芸人をしている。ESPを用いてレーザーの増幅装置を作る。
- アントン・ヴォロンスキ - 精神分析医。トラスクの友人であり、父リチャードの同僚の友人。インガのESPを研究している。

古きもの（オールドワン）
ラヴクラフトによる呼称。彼らはみずからを「最初のもの（ファーストワン）」と称する。カサガイに似た生物種族。
1957年に南極に来たダニエル・ウィロビーに目をつけ、数十年後のマシューを待っていた。マシューに自分たちを解放させようとしている。
ラヴクラフトは「人間」と表現し、マシューも夢思念で彼らが賢明な善意の種と想像していた。しかし実態は、ショゴスに凄惨な罰を与えるような、残忍極まりない怪物であった。
ショゴス
ファーストワンの被造物。既存の生物かすらわからないため、マシューは「ロボット」と表現した。個体差が大きく、みな形が異なる。
不死の存在。なんらかの理由によって、ファーストワンによって幽閉され、残虐に痛めつけられていた。
ラヴクラフトによる表現と、マシューが見た実像が異なっている。

## 収録
- 扶桑社ミステリー『クトゥルフ神話への招待2 古きものたちの墓』増田まもる訳「古きものたちの墓」2013年

## 関連作品
- 狂気の山脈にて
- アトランティスの遺産 - ウィルソンの著作。ハップグッドの研究についても触れる。